# Emanuel Czuber
Emanuel Czuber   (Praga, 19 de gener de 1851 - Gnigl, 22 d'agost de 1925) va ser un matemàtic austríac, professor de la Universitat Tècnica de Viena.

## Vida i Obra
Nascut a Praga, quan encara formava part de l'Imperi Austríac, va estudiar a la Universitat Tècnica Alemanya de Praga, en la qual es va graduar el 1876. El 1886 va ser nomenat professor titular de la Universitat Tècnica de Brno. El 1891 va ser nomenat professor de la Universitat Tècnica de Viena on va romandre fins que es va retirar el 1921.
Czuber és conegut sobre tot pels seus treballs en teoria de la probabilitat. A Viena va coincidir amb Ernst Blaschke i tots dos van fer contribucions importants a l'avaluació del risc, el que aui es coneix com a teoria actuarial.
La seva filla, Bertha Czuber, es va casar amb Sa Altesa Imperial Francesc Carles d'Àustria, germà de l'hereu al tro Francesc Ferran d'Àustria, mort a l'atemptat de Sarajevo.